# Seasons in the Abyss
| 전문가 평가                   | 전문가 평가 |
| 평가 점수                     | 평가 점수   |
| 출처                          | 점수        |
| ----------------------------- | ----------- |
| AllMusic                      | [ 1 ]       |
| Entertainment Weekly          | B+          |
| Rock Hard                     | 10/10       |
| The Rolling Stone Album Guide | [ 4 ]       |
| Select                        | 5/5         |
| Sputnikmusic                  | 4.0/5       |

《Seasons in the Abyss》는 1990년 10월 9일, 데프 아메리칸을 통해 발매된 미국의 스래시 메탈 밴드 슬레이어의 다섯 번째 스튜디오 음반이다. 녹음 세션은 1990년 3월에 히트 시티 웨스트와 할리우드 사운드에서 시작되었고, 1990년 6월에 캘리포니아주 로스앤젤레스에 있는 레코드 플랜트에서 끝났다. 그것은 밴드의 2006년 음반 《Christ Illusion》으로 돌아올 때까지 드러머 데이브 롬바르도와 함께 그들의 완전한 오리지널 라인업을 특징으로 하는 밴드의 마지막 음반이었다. 《Seasons in the Abyss》의 음악 스타일은 비평가들에 의해 이 밴드의 이전 두 음반인 《South of Heaven》 (1988년)과 《Reign in Blood》 (1986년)와 비교되었다.
발매되자마자, 《Seasons in the Abyss》는 전반적으로 호평을 받았고 미국 빌보드 200에서 40위로 정점을 찍었다. 그것은 나중에 미국과 캐나다에서 골드로 인증되었다.

## 녹음 및 제작
이 음반은 1990년 3월부터 6월까지 두 개의 개별 스튜디오에서 녹음되었고, 캘리포니아주 로스앤젤레스에 있는 히트 시티 웨스트, 할리우드 사운드, 레코드 플랜트를 방문했다. 《Seasons in the Abyss》는 릭 루빈이 프로듀서를 맡았는데, 이전 두 음반 《Reign in Blood》와 《South of Heaven》을 프로듀싱하기도 했다.
8번 트랙의 〈Temptation〉은 리드 보컬 톰 아라야의 노래의 오버더빙을 특징으로 하는데, 트랙에서의 보컬 편성은 의도하지 않은 것이었다. 아라야는 이 노래를 두 번 불렀다. 한때는 그가 느끼는 방식이 가장 잘 들렸었고, 두 번째는 케리 킹의 주장으로 이 노래를 불러야 한다는 것이었다. 우연히 두 트랙이 동시에 재생되었고, 킹은 그것이 함께 울리는 방식을 좋아했고 그래서 마지막 버전을 위해 그렇게 남겨졌다.

## 음악 및 가사
《롤링 스톤 앨범 가이드》의 저자인 네이선 브라켓에 따르면, 《Seasons in the Abyss》는 처음 4개의 음반에서 보여진 것처럼 밴드의 사운드를 계속했다. 음반에 수록된 곡들은 "눈먼 속도" 템포와 중간 템포 모두에서 진행되는 복잡한 기타 리프를 가지고 있다. 브라켓은 이 노래들의 주제가 "환상적인 것 그리고 지구상의 지옥으로" 가는 것을 꺼리고 대신 "나라를 정복하는 음악"이라고 말했다.
이 음반은 "암울한" 보컬과 "정신없는" 기타가 결합되었다. Blabbermouth.net은 이 음반이 "이 장르의 역대 클래식 중 하나로 간주되고 있다"고 말했다. 이 사이트에 따르면, War Ensemble, Dead Skin Mask 그리고 《Seasons in the Abyss》는 음반의 기준을 세웠다고 묘사되었고, 그 노래들은 다른 누구도 따라올 수 없는 사운드를 냈다고 한다.

## 곡 목록
| #  | 제목                 | 작사                   | 작곡   | 재생 시간 |
| -- | -------------------- | ---------------------- | ------ | --------- |
| 1. | 〈War Ensemble〉     | 제프 한네만, 톰 아라야 | 한네만 | 4:51      |
| 2. | 〈Blood Red〉        | 아라야                 | 한네만 | 2:47      |
| 3. | 〈Spirit in Black〉  | 케리 킹                | 한네만 | 4:07      |
| 4. | 〈Expendable Youth〉 | 아라야                 | 킹     | 4:09      |
| 5. | 〈Dead Skin Mask〉   | 아라야                 | 한네만 | 5:20      |

| #   | 제목                     | 작사           | 작곡       | 재생 시간 |
| --- | ------------------------ | -------------- | ---------- | --------- |
| 6.  | 〈Hallowed Point〉       | 한네만, 아라야 | 한네만, 킹 | 3:23      |
| 7.  | 〈Skeletons of Society〉 | 킹             | 킹         | 4:40      |
| 8.  | 〈Temptation〉           | 킹             | 킹         | 3:25      |
| 9.  | 〈Born of Fire〉         | 킹             | 한네만, 킹 | 3:07      |
| 10. | 〈Seasons in the Abyss〉 | 아라야         | 한네만     | 6:34      |

## 인증
| 국가                       | 인증 | 판매량/출하량 |
| -------------------------- | ---- | ------------- |
| 캐나다 (뮤직 캐나다)       | 골드 | 50,000^       |
| 미국 (RIAA)                | 골드 | 500,000^      |
| ^출하량을 기반으로 한 인증 |      |               |